# Tibellus seriepunctatus
Tibellus seriepunctatus är en spindelart som beskrevs av Simon 1907. Tibellus seriepunctatus ingår i släktet Tibellus och familjen snabblöparspindlar. Inga underarter finns listade i Catalogue of Life.